# One Love, One Rhythm – The 2014 FIFA World Cup Official Album
One Love, One Rhythm – The 2014 FIFA World Cup Official Album is een verzamelalbum dat in 2014 verscheen als officieel album voor het wereldkampioenschap voetbal 2014 in Brazilië dat georganiseerd werd door de FIFA.
Het album bevat samenwerkingen tussen internationaal bekende artiesten en minder bekende Zuid-Amerikaanse artiesten. Ook de officiële tune van het wereldkampioenschap voetbal, Dar um Jeito (We Will Find a Way), staat op het album. De nummers werden ook ten gehore gebracht bij zowel de openingsceremonie als het afsluitende concert voorafgaand aan de finale van het WK.

## Nummers
| Nr. | Titel                                                                       | Artiest(en)                                                | Duur |
| --- | --------------------------------------------------------------------------- | ---------------------------------------------------------- | ---- |
| 1.  | We Are One (Ole Ola) (The Official 2014 FIFA World Cup Song)                | Pitbull featuring Jennifer Lopez en Claudia Leitte         | 3:43 |
| 2.  | Dar um Jeito (We Will Find a Way) (The Official 2014 FIFA World Cup Anthem) | Santana en Wyclef Jean featuring Avicii en Alexandre Pires | 3:48 |
| 3.  | Tatu Bom de Bola (The Official 2014 FIFA Mascot Song)                       | Arlindo Cruz                                               | 3:20 |
| 4.  | Vida (Spanglish version)                                                    | Ricky Martin featuring Judika                              | 3:25 |
| 5.  | The World Is Ours                                                           | Aloe Blacc, Paty Cantú en David Correy                     | 2:54 |
| 6.  | Lepo Lepo                                                                   | Psirico                                                    | 3:21 |
| 7.  | One Nation                                                                  | Sérgio Mendes                                              | 3:32 |
| 8.  | La La La (Brasil 2014)                                                      | Shakira featuring Carlinhos Brown                          | 3:17 |
| 9.  | It's Your Thing                                                             | The Isley Brothers met Studio Rio                          | 3:07 |
| 10. | Tico Tico                                                                   | Bebel Gilberto en Lang Lang                                | 2:48 |
| 11. | Olé (Stadium Anthem Mix)                                                    | Adelén                                                     | 3:20 |
| 12. | This Is Our Time (Agora É a Nossa Hora)                                     | Magic!                                                     | 3:08 |
| 13. | Night and Day (Carnival Mix)                                                | Baha Men                                                   | 3:54 |
| 14. | Go Gol                                                                      | Rodrigo Alexey featuring Preta Gil                         | 2:58 |
| 15. | Fighter (Tachytelic World Cup Brazil 2014 Remix)                            | Mika Nakashima featuring Miliyah Kato                      | 4:51 |